# Pelinobius muticus
Genre
Espèce
Synonymes
- Phoneyusa gregorii Pocock, 1897
- Phoneyusa bettoni Pocock, 1898
- Citharischius crawshayi Pocock, 1900
- Phoneyusa rufa Berland, 1914

Pelinobius muticus, unique représentant du genre Pelinobius, est une espèce d'araignées mygalomorphes de la famille des Theraphosidae.

## Distribution
Cette espèce se rencontre en Tanzanie au Kenya et en Afrique du Sud. .

## Description
C'est une mygale fouisseuse.

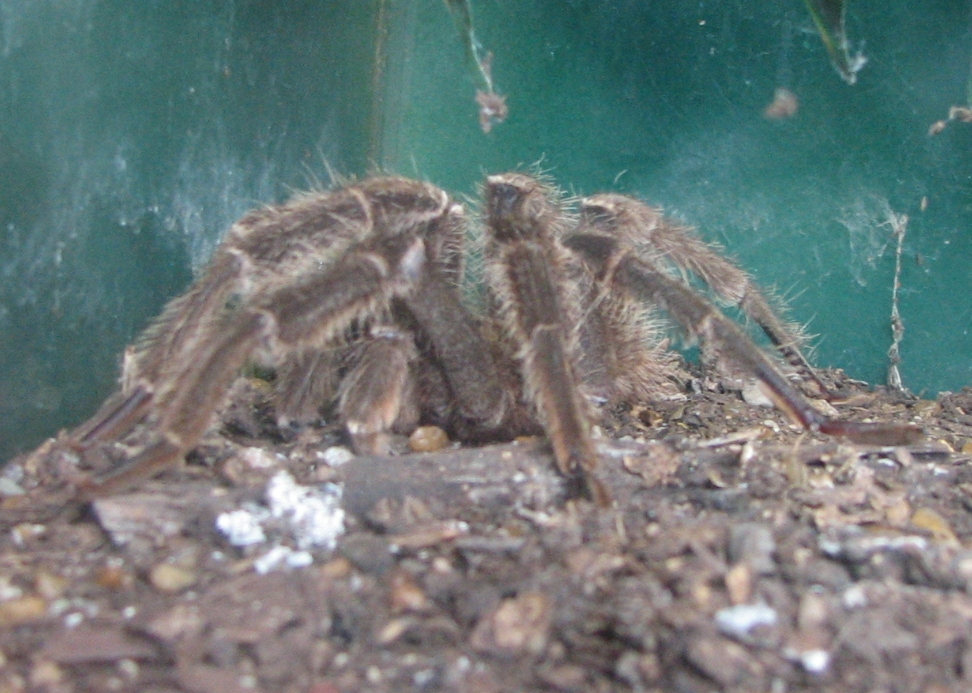
Pelinobius muticus

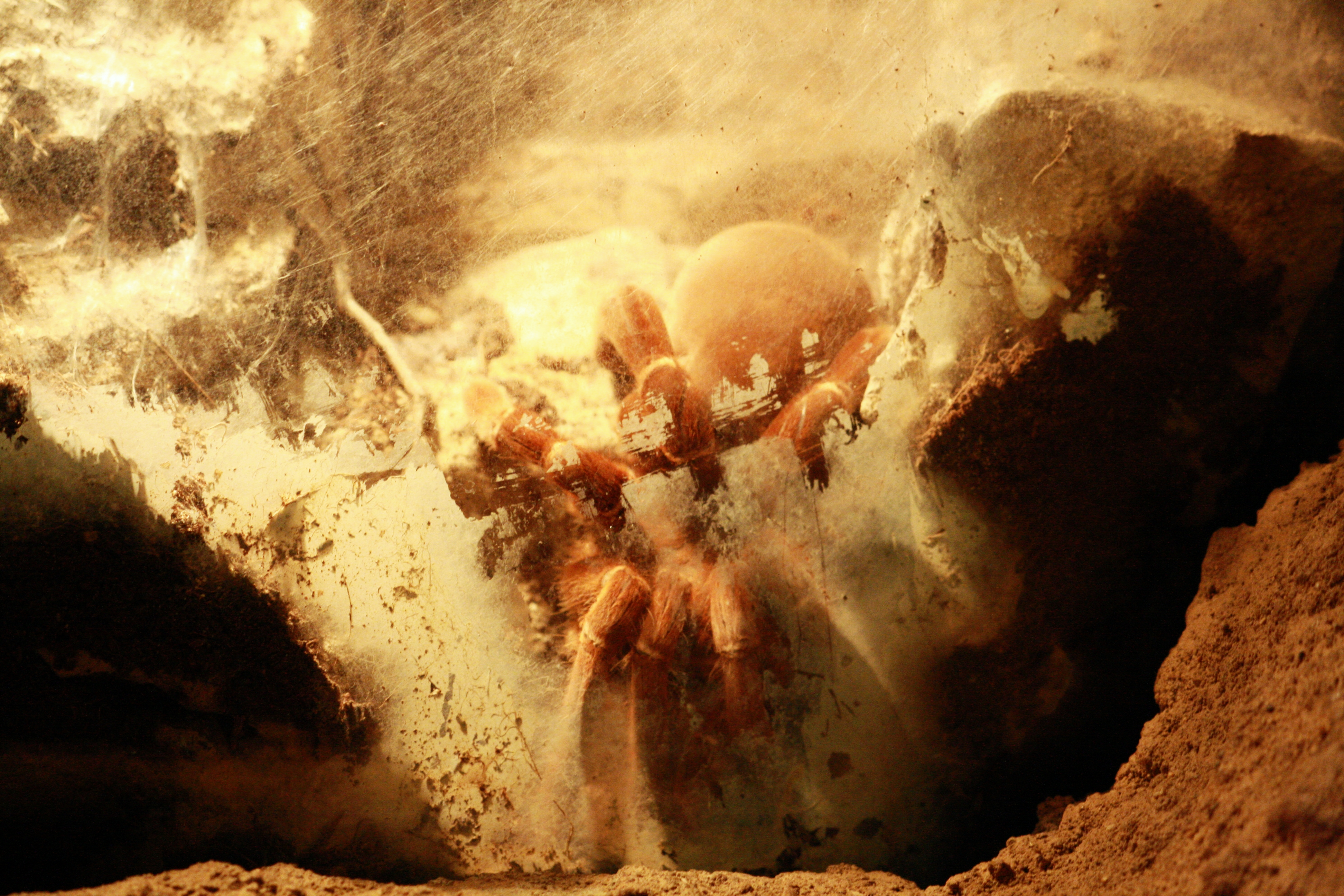
Pelinobius muticus

La morsure de la mygale Pelinobius muticus est fortement venimeuse : elle peut entraîner  d’affreuses douleurs, des gonflements et des spasmes musculaires pendant plusieurs jours.
Des chercheurs australiens mènent des études sur le venin de cette araignée car ils pensent que ce pourrait être l’ingrédient principal d’antidouleurs révolutionnaires.

## Publication originale
- Karsch, 1885 : Verzeichniss der von Dr. G. A. Fischer auf der im Auftrage der geographischen Gesellschaft in Hamburg unternommen Reise in das Massai-Land gesammelten Myriopoden und Arachnoiden. Jahrbuch der hamburgischen Wissenschaftlichen Anstalten, vol. 2, p. 131-139.